# Verpflegung

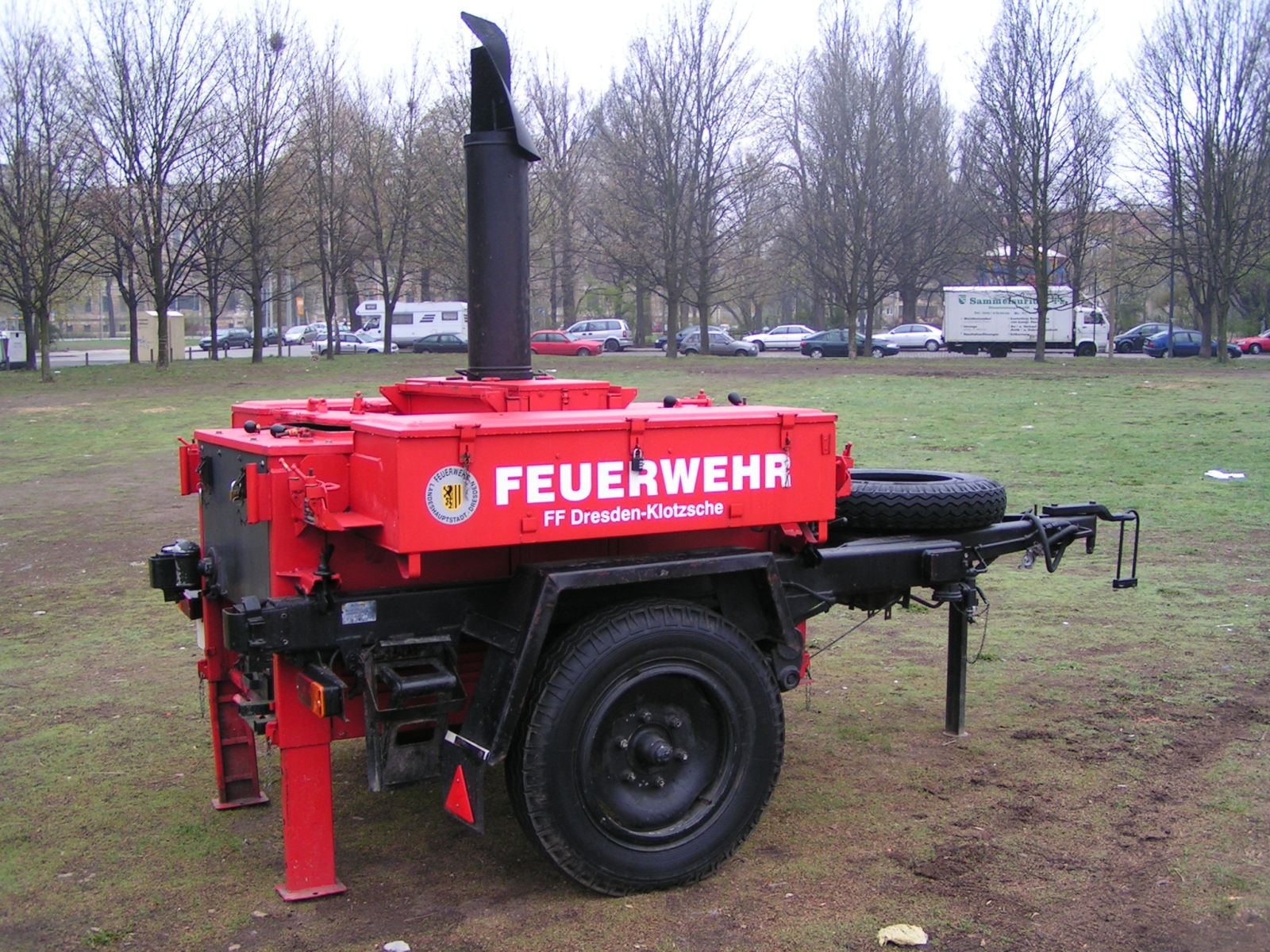
„Gulaschkanone“ der Freiwilligen Feuerwehr

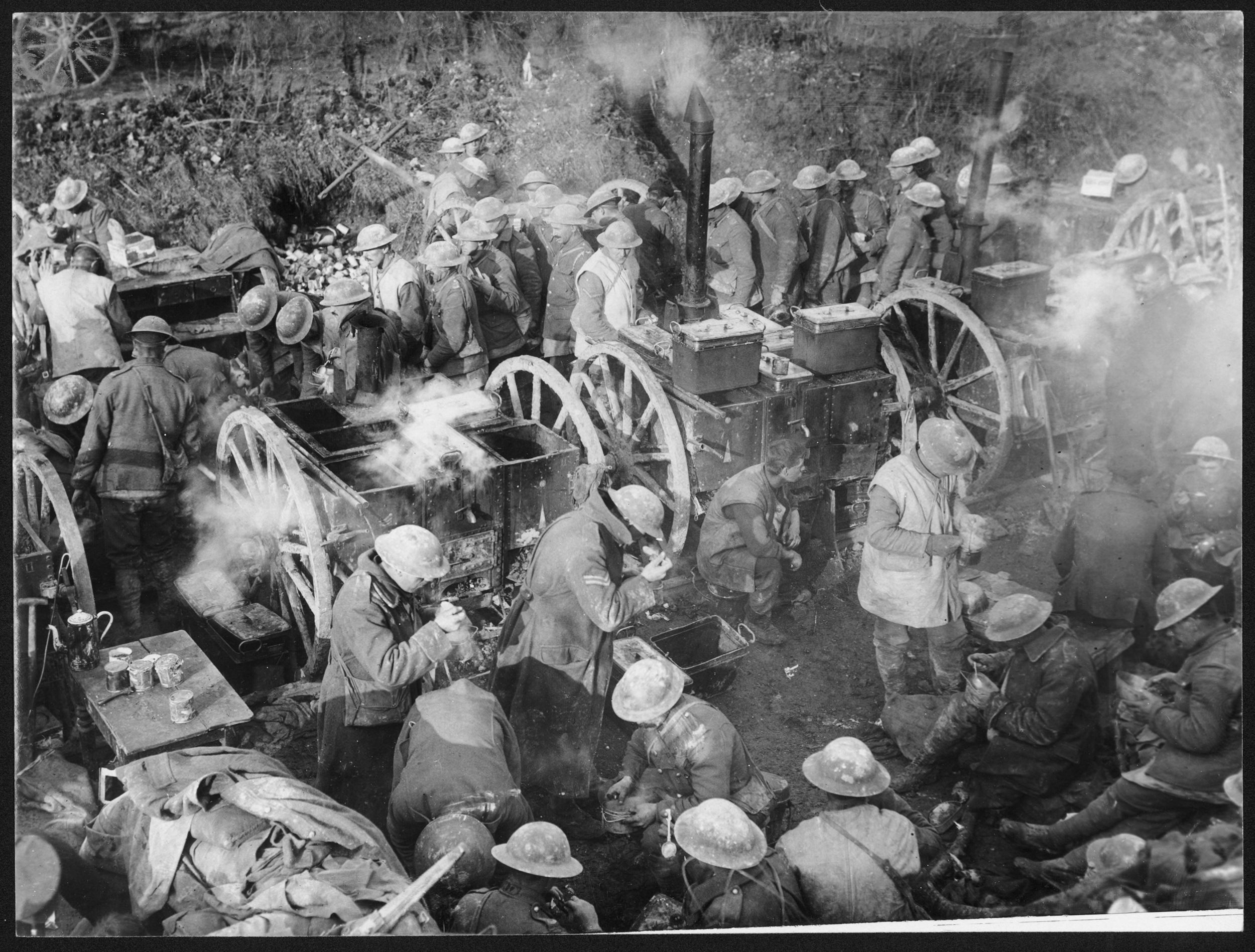
Soldatenverpflegung im Ersten Weltkrieg (1917)

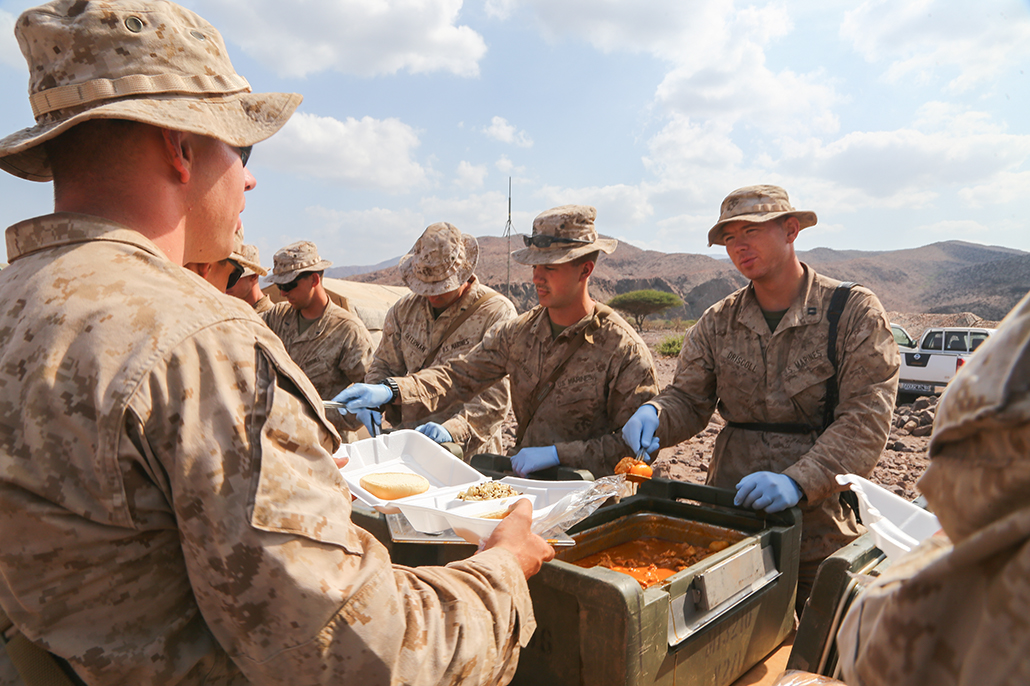
Verpflegung beim amerikanischen Militär (Djibouti, 8. Dezember 2014)

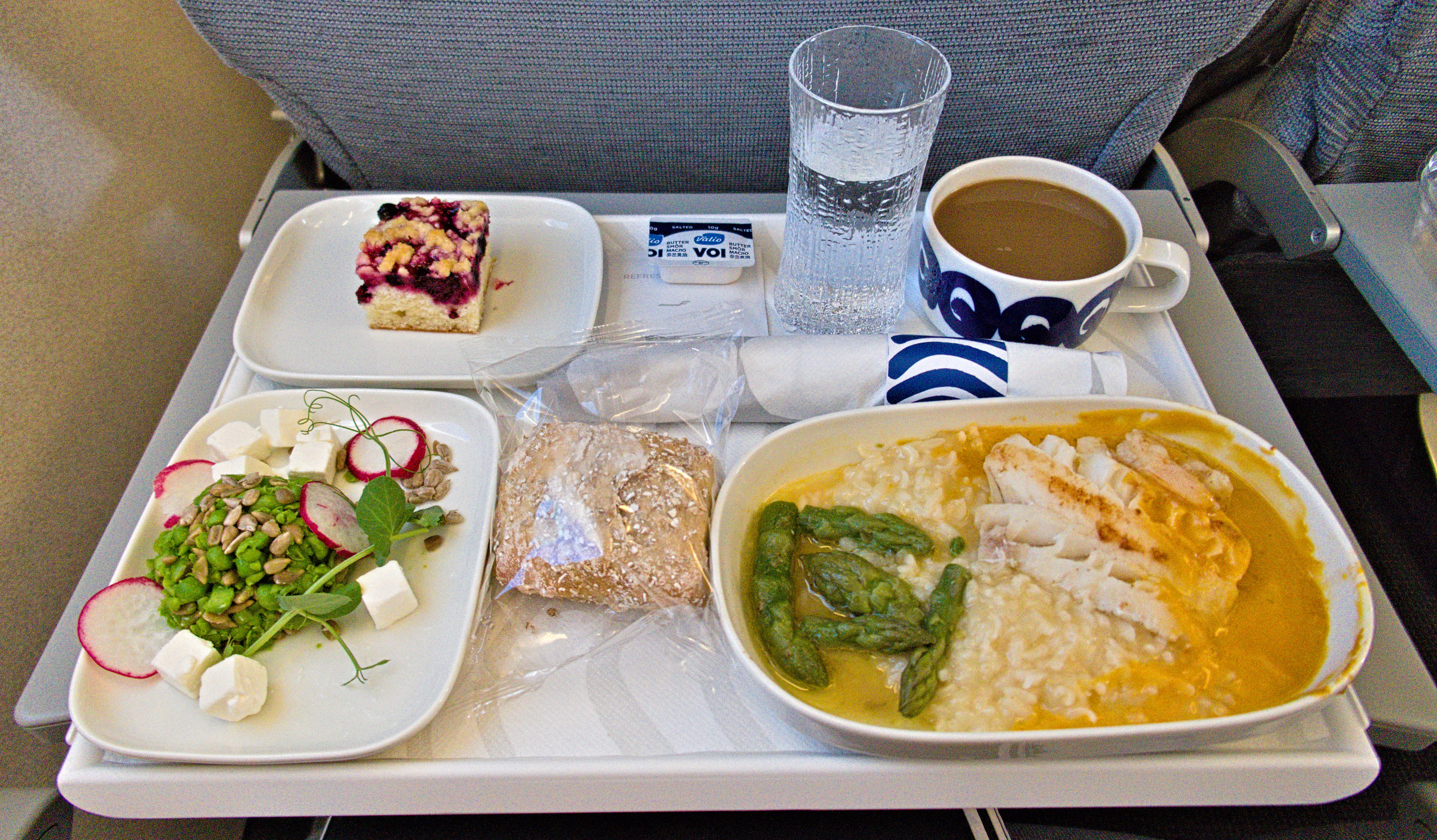
Bordverpflegung in der Luftfahrt (2020)

Unter Verpflegung wird im allgemeinen Sprachgebrauch die Versorgung mit Nahrungs- und Genussmitteln bzw. Speisen und Getränken verstanden.

## Etymologie
Verpflegung und Synonyme wie Versorgung, Gastung (Schweizerdeutsch), Menage (Österreich), Marschverpflegung, Futterage (Militär), Beköstigung beziehen sich auf die Produktion, Bereitstellung und Verteilung von Ernährungsgütern. Kost für Verköstigung, Verpflegung stammt aus dem Mittelhochdeutschen kost(e) für ‚Aufwand an oder für Nahrung, Futter‘ und ist identisch mit mittelhochdeutsch kost(e) für ‚Aufwand, Preis, Kosten‘. Die Redewendung Kost und Logis bedeutet Essen und Unterkunft; Logis für ‚Wohnung, Bleibe‘ wurde aus dem Französischen entlehnt. Im 19. Jahrhundert suchten Kost- und Schlafgänger spezielle Einrichtungen auf wie etwa das Kost- und Logierhaus Stahlhausen. Nahrungsmittel zur Versorgung außerhalb der Wohnung werden auch als Proviant bezeichnet.
Andere Bedeutungen von Verpflegung können sich aus sprachlichen Überschneidungen mit Themen ergeben, die nicht der Ernährung oder Nahrungsmitteln zugerechnet werden.

## Gemeinschaftsverpflegung

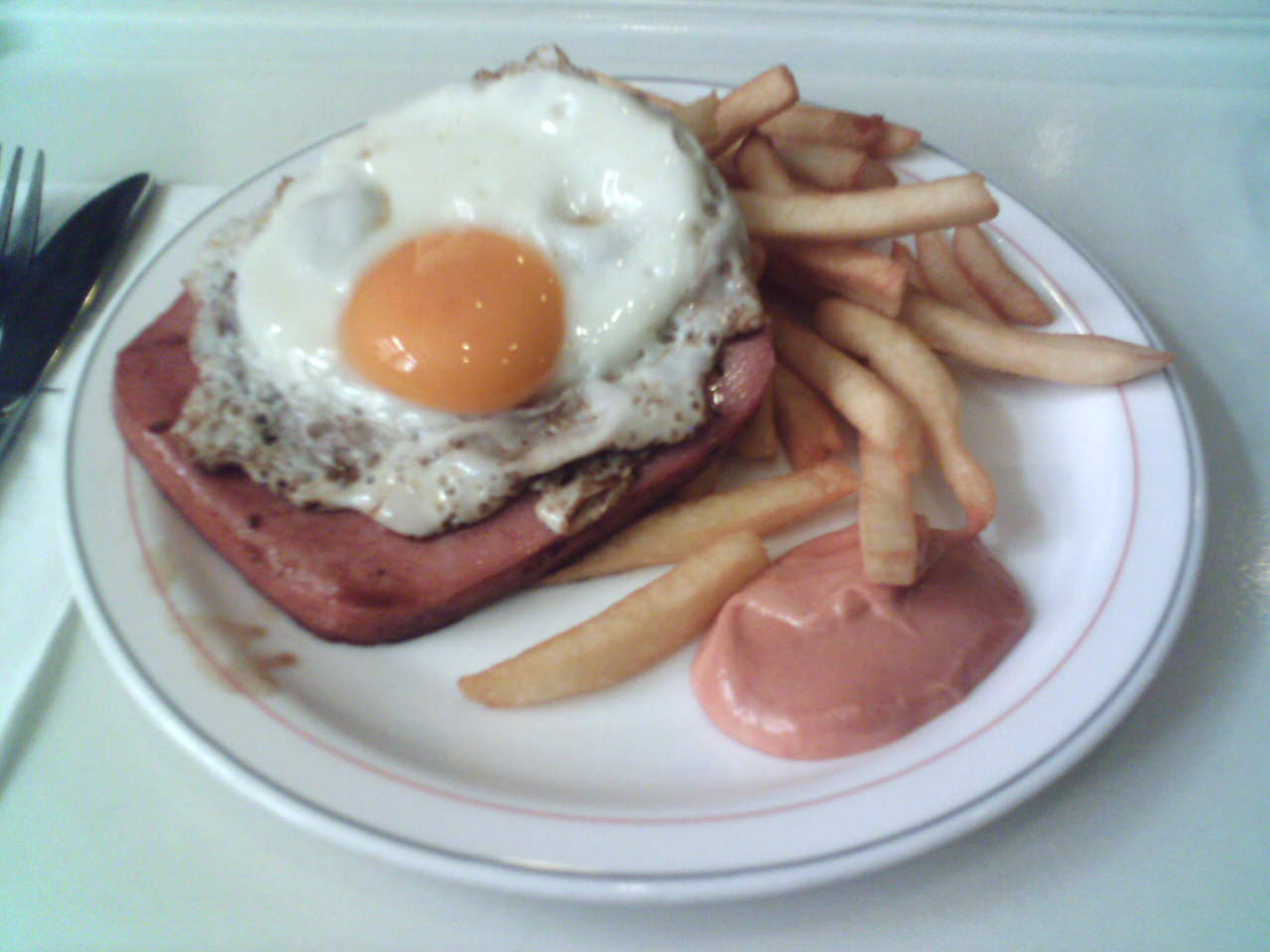
Studentenmahlhauptmahlzeit in einer Mensa (Kunstuniversität in Linz-Urfahr, 2005)

Gemeinschaftsverpflegung, auch Gemeinschaftsgastronomie oder Betriebsgastronomie genannt, ist eine Sonderform der Gastronomie und bezeichnet die regelmäßige Verpflegung von Menschengruppen in Betrieben, Gesundheits- und Pflegeinstitutionen sowie Bildungseinrichtungen. Dazu gehören die drei Hauptgruppen:
- Betriebsverpflegung in Kantinen, Mensen und diversen Sonderformen wie etwa  Refektorien
- Sozialverpflegung in Krankenhäusern, Altersheimen, Pflegeheimen, Ganztagsschulen (Schulspeisung), Kindergärten und -tagesstätten
- Als Sonderfall: Verpflegung in einem Katastrophenfall durch die Schnelleinsatzgruppe Verpflegung

Gemeinsam mit Catering-Unternehmen, der klassischen Gastronomie und der Systemgastronomie bilden die Unternehmen der Gemeinschaftsverpflegung innerhalb der Ernährungswirtschaft die Gruppe der Großverbraucher von Lebensmitteln.
Entgegen der allgemein üblichen Definition, schließt EU-Verordnung 1169/2011 allerdings auch Restaurants, mobile und fest installierte Imbissstände und Catering-Unternehmen in die „Anbieter von Gemeinschaftsverpflegung“ ein.
1,5 Millionen Österreicher (etwa 1 Million Erwerbstätige, 380.000 Kinder und 70.000 Senioren) nehmen Gemeinschaftsverpflegung in Anspruch. Trotz Zunahme der Seniorenverpflegung ist aber die Anzahl der täglichen Essensmahlzeiten rückläufig.
Die Deutsche Gesellschaft für Ernährung (DGE) hat „Qualitätsstandards für die Gemeinschaftsverpflegung“ entwickelt und bietet eine Zertifizierung an. Von den 2.000 deutschen Krankenhäuser haben sich bisher (Stand: 2020) rund 4 % zertifizieren lassen.